# Primera División de Venezuela 1976
La Temporada 1976 de Primera División fue la Vigésima Edición de la máxima categoría del Fútbol Profesional Venezolano

## Equipos participantes
Fue jugada por los ocho equipos de la temporada anterior
| Club                      | Estado           |
| ------------------------- | ---------------- |
| Deportivo Galicia         | Distrito Federal |
| Deportivo Italia          | Distrito Federal |
| Deportivo Portugués       | Distrito Federal |
| Deportivo San Cristóbal   | Táchira          |
| Estudiantes de Mérida     | Mérida           |
| Portuguesa F.C.           | Portuguesa       |
| Universitarios de Oriente | Anzoátegui       |
| Valencia F.C.             | Carabobo         |

## Historia
El Portuguesa F.C. conquistó su tercera corona, bajo la dirección del exfutbolista yugoslavo, Vladimir Popović. El Estudiantes de Mérida fue segundo, seguido por el Deportivo Portugués.   
El torneo se dividió en dos (2) etapas. La Primera Fase fue de cuatro (4) rondas. Los primeros cuatro (4) equipos de la etapa clasificaron a la Ronda Final, en una única ronda llamada "Cuadrangular final".
El máximo goleador fue el paraguayano Pedro Pascual Peralta del Portuguesa FC, con 25 goles.

Portuguesa F.C.

Campeón
3.er título

## Temporada regular

### Clasificación
|    | Equipo                    | PTS | PJ | PG | PE | PP | GF | GC | DG  |
| -- | ------------------------- | --- | -- | -- | -- | -- | -- | -- | --- |
| 1. | Portuguesa F.C.           | 39  | 28 | 16 | 7  | 5  | 53 | 25 | 28  |
| 2. | Deportivo Portugués       | 33  | 28 | 13 | 7  | 8  | 46 | 36 | 10  |
| 3. | Estudiantes de Mérida     | 28  | 28 | 9  | 10 | 9  | 31 | 27 | 4   |
| 4. | Deportivo Galicia         | 28  | 28 | 9  | 10 | 9  | 29 | 33 | -4  |
| 5. | Deportivo Italia          | 27  | 28 | 7  | 13 | 8  | 30 | 30 | 0   |
| 6. | Deportivo San Cristóbal   | 26  | 28 | 7  | 12 | 9  | 30 | 30 | 0   |
| 7. | Valencia F.C.             | 23  | 28 | 9  | 5  | 14 | 36 | 43 | -7  |
| 8. | Universitarios de Oriente | 20  | 28 | 5  | 10 | 13 | 20 | 51 | -31 |

|  | Clasificados a la Fase final |

## Fase final

### Clasificación
|    | Equipo                | PTS | PJ | PG | PE | PP | GF | GC | DG |
| -- | --------------------- | --- | -- | -- | -- | -- | -- | -- | -- |
| 1. | Portuguesa F.C.       | 11  | 6  | 5  | 1  | 0  | 13 | 3  | 10 |
| 2. | Estudiantes de Mérida | 6   | 6  | 2  | 2  | 2  | 5  | 5  | 0  |
| 3. | Deportivo Portugués   | 5   | 6  | 1  | 3  | 2  | 6  | 8  | -2 |
| 4. | Deportivo Galicia     | 2   | 6  | 1  | 0  | 5  | 2  | 10 | -8 |

|  | Campeón, clasificado para la Copa Libertadores 1977.    |
|  | Subcampeón, clasificado para la Copa Libertadores 1977. |